# Боян Любенович
Боян Любенович (на сръбски: Bojan Ljubenović) е сръбски писател сатирик, създател на афоризми и автор на текстове за деца.

## Биография
Боян Любенович е роден на 12 август 1972 г. в Белград, Сърбия. По образование е юрист, но прави кариера на журналист и писател. По-известен е като сатирик и е сътрудничил с различни издания.
Започва кариерата си като журналист през 1998 г. във вестник Beogradske novine, където публикува и първите си афоризми. От 1998 г. до 2010 г. работи в пиар отдела на Община Белград.
От 2001 г. до 2003 г. води свои колонки във вестник „Борба“.
Редовен сътрудник е на сатиричното електронно списание ETNA и на сатиричния портал njuz.net. От началото на 2024 г. води сатиричната рубрика „Калдъръм“ за седмичното списание НИН.
Издал е около 30 книги за деца и възрастни, сред които 10 книги с афоризми. Автор е на пет пиеси и на телевизионно предаване. Негови произведения са преведени на осем езика, включвани са в множество антологии, алманаси, сборници и в различни сатирични издания в Сърбия и зад граница.
От 2010 г. е редактор на сатирично хумористичната рубрика ТРН („Така да се каже, неофициално“) в белградския всекидневник „Вечерни новости“.
Носител е на почти всички престижни награди в областта на сатирата в родината си.
Член е на Съюза на писателите в Сърбия и на Белградския афористичен кръг.

## Отличия и награди
През 2025 г. става лауреат на Международния литературен конкурс „Алеко“ за кратък хумористичен разказ – за разказа си разказа „Произход“ (жури с председател Йордан Ефтимов и членове Михаил Вешим, Румен Белчев, Таня Ликова и Връбка Попова).